# WREL
WREL (англ. Wireless Resonant Energy Link) — технология беспроводной передачи  электроэнергии с помощью магнитных полей, разработанная при участии корпорации Intel в 2008-2010 годах.

## Принцип работы
В исходной точке электричество поступает на  электрический контур, после чего, магнитная катушка генерирует магнитное поле определенной частоты. В катушке-приемнике WREL, которая настроена на ту же частоту, что и генератор, под действием магнитного поля индуцируется электрический ток. В конечном итоге, оптимальное согласование импеданса обеспечивают электрические контуры на обоих концах.

## Разработка
Технология разработана в  Массачусетском технологическом институте. С 2007 года корпорация Intel продолжила исследования и уже она назвала технологию WREL. В доказательство, что технология действительно работает, она провела эксперимент, на котором была передана на расстоянии в 1 метр электроэнергия и была зажжена лампочка мощностью в 60 Вт.

## Эффективность технологии
К сожалению, КПД этой технологии достигает только 75%, и это только при максимально оптимальном отношении ориентаций проводных катушек и электрических контуров. К тому же WREL работает только на довольно малых расстояниях: до 1 м (устойчивая связь - до 20 см).